# Amura (cabo)
En náutica, la amura es el cabo que hecho firme en cada puño, bajo de toda vela de cruz que admite esta maniobra y en el de la coincidencia del grátil y pujamen de las triangulares o de la caída de proa y pujamen de las demás de cuchillo, de las tarquinas, etc., sirve para sujetar el referido puño respectivo en su debido lugar a barlovento cuando se amura la vela. En las cangrejas la amura es un aparejuelo. (fr. Amure; ing. Tack; it. Capo di contra).
Tomando la parte por el todo, es también la posición de bolina de llevar las velas amuradas y equivalente a bordada, bordo y vuelta. Así es que se dice cambiar de amura o la amura por lo mismo que cambiar de vuelta, de bordo, virar, etc. En todas estas acepciones es más usado decir mura.

## Tipos de amuras
- Amuras de revés: son las amuras de sotavento que quedan ociosas en las posiciones de bolina a un largo.
- Amura doble: es la amura cuando consta de dos cabos que se refuerzan mutuamente.
- Amura hechiza: es la amura que va en disminución desde la Piña por donde se hace firme en el puño, para facilitar su laboreo y hacer menor el rozamiento.
- Amuras de mesana: son cada uno de los dos cabos que servían como brazas para manejar las vergas de mesana y sujetar el car

## Expresiones
- Llevar la amura al ojo: es ajustar bien la de la vela mayor al ojo en que se amura.
- Llevar las amuras a babor o a estribor: es ir de bolina de una de estas dos bandas